# Dicallaneura albosignata
Dicallaneura albosignata is een vlindersoort uit de familie van de prachtvlinders (Riodinidae), onderfamilie Nemeobiinae.
Dicallaneura albosignata werd in 1916 beschreven door Joicey & Talbot.